# Résolution 1754 du Conseil de sécurité des Nations unies
La résolution 1754 du Conseil de sécurité des Nations unies est une résolution adoptée à l'unanimité le 30 avril 2007 par les Nations unies, après avoir rappelé toutes les résolutions précédentes sur la situation au Sahara occidental, qui proroge le mandat de la Mission des Nations unies pour l'organisation d'un référendum au Sahara occidental (MINURSO) de six mois jusqu'au 31 octobre 2007.

## Résolution

### Observations
Le Conseil de sécurité a réaffirmé la nécessité d'une solution durable et mutuelle au problème du Sahara occidental, qui assurerait l'autodétermination du peuple du territoire. Le Maroc, le Front Polisario et les États de la région ont été invités à coopérer avec les Nations unies pour mettre fin à l'impasse politique et parvenir à une solution au différend de longue date. Le préambule de la résolution a également salué les efforts « sérieux et crédibles » du Maroc pour résoudre le différend, ainsi qu'une proposition présentée par le Front Polisario.

### Actes
Toutes les parties ont été invitées à respecter les accords militaires conclus avec la MINURSO concernant un cessez-le-feu et à engager des négociations sans conditions préalables,. Les États Membres ont été invités à envisager de contribuer à des mesures de confiance pour faciliter un plus grand contact entre les personnes, telles que les visites familiales.
Le mandat de la MINURSO a été prorogé et le Secrétaire général Ban Ki-moon a été chargé de faire rapport sur la situation au Sahara occidental avant le 30 juin 2007. En outre, il a également été chargé d'assurer un plus grand respect de la politique de tolérance zéro en matière d'exploitation sexuelle parmi le personnel de la MINURSO.